# 黑頸阿卡拉鴷
黑頸阿拉卡鴷（Pteroglossus aracari）是一種分佈在巴西、法屬圭亞那、圭亞那、蘇利南及委內瑞拉的巨嘴鳥。牠們棲息在亞熱帶或熱帶的低地潮濕森林。